# Jeanne Bergey
 (janvier 2024).
Si vous disposez d'ouvrages ou d'articles de référence ou si vous connaissez des sites web de qualité traitant du thème abordé ici, merci de compléter l'article en donnant les références utiles à sa vérifiabilité et en les liant à la section « Notes et références ».
Jeanne Bergey était une compositrice française du XIXe siècle.

## Œuvres
- La Tour de Castel-Vielh. (Souvenir de Luchon) Grande Valse pour piano  (1884)
- Les Régales. Quadrille pour le piano  (1884)
- La Cascade du parisien. Souvenir de Luchon. Valse pour piano  (1879)
- Le Pont du Roy. Quadrille pour piano par  (1879)
- Pie Jesu Domine (1878)
- France et Espagne Grande valse pour le piano  (1877)
- Feu de Bengale Polka mazurka (pour piano)  (1876)
- Carnaval. Quadrille pour le piano  (1875)
- Lilas ! Polka pour piano    (1874)
- Noëly-polka pour piano    (1873)
- Les Épis d'or ! Polka mazurka pour piano (1873)